# 31-я гвардейская стрелковая дивизия
31-я гвардейская стрелковая Витебская ордена Ленина, Краснознамённая, ордена Суворова дивизия (сокр. 31 гв. сд, в/ч пп № 41134) — тактическое соединение Рабоче-крестьянской Красной армии, принимавшее участие в Великой Отечественной войне.

## История
328-я стрелковая дивизия начала формироваться 16 августа 1941 года, на основании директивы НКО СССР № 106069, изданной в соответствии с постановлением ГКО от 10 августа 1941 года и директивы НКО СССР № орг/2ц538998 от 11 августа 1941 года, в городе Кострома Ярославской области из военнообязанных Ярославской области.

### 1941
29 августа 1941 года дивизия перешла в Песочные лагерях в 27 км юго-западнее города Костромы где приступила к боевой подготовке. К установленному сроку 15 сентября укомплектование дивизии рядовым составом было закончено, но имелся некомплект в 70 человек среднего и старшего начсостава. Вооружение поступило только к 8 октября, окончательно дивизия сформировалась 25 октября. 26 октября 1941 года дивизия поступила к на станции Кострома для следования в город Пенза, в распоряжение 10-й армии.
Согласно журналу боевых действий 7 декабря дивизия освободила город Михайлов. В составе подразделений дивизии при этом действовали и воины 330-й дивизии. Случилось так, что посланный в штаб дивизии верховой связист Когтин с донесением о взятии города не нашёл штаба дивизии, и донесение вернулось. В это время 330-я дивизия по радио сообщила в штаб армии о взятии города, якобы только её подразделениями. Это в дальнейшем сказалось на точности освещения событий за город Михайлов.
9 декабря дивизия штурмовала немецкий опорный пункт в селе Гремячее (ныне в составе Новомосковского района), 11-12 декабря брала штурмом опорный пункт в д. Дубовое Кимовского района.
После ожесточённых боёв к утру 13 декабря дивизии удалось выбить противника из станции и посёлка Бобрик-Донской (ныне город Донской), где было захвачено 20 вагонов с боеприпасами, а также большое количество автомашин и мотоциклов.

### 1942
В январе 1942 года вела бои по уничтожению окружённой группировки города Сухиничи Калужской области.
24 мая 1942 года преобразована в 31-ю гвардейскую стрелковую дивизию.
К июню 1942 года совершает марш, ведёт бои в районе города Жиздра (в 150 км на юго-запад от Калуги, приблизительно в 300 км к юго-западу от Москвы) и переходит к обороне.

### 1943
В феврале 1943 года начала наступательные бои под Жиздрой. После чего передислоцируется и 12 июня 1943 года переходит в наступление на Карачев на Орловском направлении где ведёт бои до 6 сентября 1943 года.
К 18 ноября 1943 года по железной дороге перебрасывается в район города Великие Луки. С 20 ноября 1943 по 10 февраля 1944 года ведёт бои в направлении Витебска.

### 1944
В марте 1944 года ведёт бои в районе Идрица.
В связи с подготовкой Витебской операции части соединения быстро совершили 210-км марш и затем, после тщательной подготовки, 23 июня 1944 года, вступили в бой за Витебск. Прорвав вражескую оборону 23 июня 1944 года части соединения взяли город Витебск, за что были удостоены благодарности Верховного Главнокомандующего, а соединению было присвоено почётное наименование «Витебская». Продолжая развивать достигнутый успех, громя отходящего противника, гвардейцы сходу форсировали реку Березину и стремительным ударом овладели городом Молодечно, в дальнейшем развивая наступление, сходу форсировали реку Неман и овладели городом Алитус. За форсирование Немана в районе города Алитус дивизия награждена орденом Суворова II степени (12 августа 1944 года).
6 августа 1944 года соединение за взятие города Молодечно в ходе Вильнюсской операции было награждено орденом Красного Знамени.
К исходу 17 октября 1944 года дивизия выходит на государственную границу СССР — Германии западнее города Вилкавишкис. За 13 дней боёв соединение прошло 335 км и освободило свыше 600 населённых пунктов, уничтожив тысячи немецких солдат и офицеров. За бои в Восточной Пруссии 14 ноября 1944 года награждена орденом Ленина.

### 1945
В марте 1945 года дивизия форсирует реку Прегель и к 30 марта 1945 года выходит к пригородам города Кёнигсберг.
В период 6-9 апреля 1945 года врывается в центр Кёнигсберга и в результате капитуляции гарнизона приступает к его пленению и разоружению.
25 апреля 1945 года дивизия овладевает городом Пиллау, где и встречает Победу.
Свыше 14,5 тысяч воинов дивизии награждены орденами и медалями, 11 удостоены звания Героя Советского Союза.

### Послевоенный период
- 21 ноября 1945 года — дивизия преобразуется в 29-ю гвардейскую механизированную дивизию.
- 10 мая 1957 года — дивизия преобразуется в 29-ю гвардейскую мотострелковую дивизию[7].
- 13 февраля 1965 года — дивизия преобразуется в 31-ю гвардейскую мотострелковую дивизию[7].
- 1968 год — дивизия передана в состав войск Краснознамённого Дальневосточного военного округа.
- 1977 год — дивизия переформирована в 21-ю гвардейскую танковую дивизию[8].
- 2009 год — дивизия сокращена в 38-ю отдельную гвардейскую мотострелковую бригаду

## Состав
Новая нумерация частям дивизии была присвоена 19 июня 1942 года.
- 95-й гвардейский стрелковый ордена Суворова полк
- 97-й гвардейский стрелковый Краснознамённый, ордена Кутузова полк
- 99-й гвардейский стрелковый Краснознамённый, ордена Суворова полк
- 64-й гвардейский артиллерийский полк
- 36-й отдельный гвардейский истребительно-противотанковый дивизион (36-й отдельный гвардейский самоходно-артиллерийский дивизион с 1944);
- 37-я гвардейская зенитная артиллерийская батарея (до 25.4.1943)
- 30-й гвардейский миномётный дивизион (до 20.10.1942)
- 33-я отдельная гвардейская разведывательная рота
- 35-й отдельный гвардейский сапёрный батальон
- 43-й отдельный гвардейский батальон связи
- 401-й (34-й) медико-санитарный батальон
- 32-я отдельная гвардейская рота химической защиты
- 580-я (31-я) автотранспортная рота
- 551-я (39-я) полевая хлебопекарня
- 528-й (30-й) дивизионный ветеринарный лазарет
- 654-я полевая почтовая станция
- 767-я полевая касса Госбанка[9]

- управление
- 2-й гвардейский танковый Витебский Краснознамённый, орденов Суворова и Кутузова полк (с. Екатеринославка);
- 111-й гвардейский танковый Краснознамённый, ордена Кутузова полк (с. Екатеринославка);
- 125-й гвардейский танковый ордена Суворова полк (г. Белогорск);
- 277-й гвардейский мотострелковый Краснознамённый, ордена Суворова полк (г. Белогорск);
- 64-й гвардейский самоходный артиллерийский полк (г. Белогорск);
- 1064-й зенитно-ракетный полк (г. Белогорск);
- отдельный ракетный дивизион (г. Белогорск);
- 88-й отдельный гвардейский разведывательный батальон (г. Белогорск);
- 1138-й отдельный батальон материального обеспечения (г. Белогорск);
- 626-й отдельный ремонтно-восстановительный батальон (г. Белогорск);
- 35-й отдельный гвардейский инженерно-сапёрный батальон (с. Екатеринославка);
- 43-й отдельный батальон связи (г. Белогорск);
- 158-й отдельный батальон химической защиты (г. Белогорск);
- 382-й медицинский батальон (с. Екатеринославка);
- ОВКР (г. Белогорск)[10]

## В составе
| Подчинение      | Подчинение               | Подчинение             | Подчинение                         | Подчинение                                          |
| Дата            | Фронт (округ)            | Армия                  | Корпус                             | Примечания                                          |
| --------------- | ------------------------ | ---------------------- | ---------------------------------- | --------------------------------------------------- |
| 01.09.1941 года | Московский военный округ |                        |                                    | Формирование, г. Кострома, Ярославская область      |
| 01.10.1941 года | Московский военный округ |                        |                                    | Формирование, г. Кострома, Ярославская область      |
| 01.11.1941 года | Западный фронт           | 10-я армия             |                                    | присвоено наименование — 328-я стрелковая дивизия   |
| 01.12.1941 года | Западный фронт           | 10-я армия             | -                                  | -                                                   |
| 01.01.1942 года | Западный фронт           | 10-я армия             | -                                  | -                                                   |
| 01.02.1942 года | Западный фронт           | 16-я армия             | -                                  | -                                                   |
| 01.03.1942 года | Западный фронт           | 16-я армия             | -                                  | -                                                   |
| 01.04.1942 года | Западный фронт           | 16-я армия             | -                                  | -                                                   |
| 01.05.1942 года | Западный фронт           | 16-я армия             | -                                  | -                                                   |
| 01.06.1942 года | Западный фронт           | 16-я армия             | -                                  | преобразована в 31-ю гвардейскую стрелковую дивизию |
| 01.07.1942 года | Западный фронт           | 16-я армия             | -                                  | -                                                   |
| 01.08.1942 года | Западный фронт           | 16-я армия             | -                                  | -                                                   |
| 01.09.1942 года | Западный фронт           | 10-я армия             | -                                  | -                                                   |
| 01.10.1942 года | Западный фронт           | 10-я армия             | -                                  | -                                                   |
| 01.11.1942 года | Западный фронт           | 10-я армия             | -                                  | -                                                   |
| 01.12.1942 года | Западный фронт           | 10-я армия             | -                                  | -                                                   |
| 01.01.1943 года | Западный фронт           | 10-я армия             | -                                  | -                                                   |
| 01.02.1943 года | Западный фронт           | 10-я армия             | -                                  | -                                                   |
| 01.03.1943 года | Западный фронт           | 16-я армия             | 8-й гвардейский стрелковый корпус  | -                                                   |
| 01.04.1943 года | Западный фронт           | 16-я армия             | -                                  | -                                                   |
| 01.05.1943 года | Западный фронт           | 16-я армия             | 16-й гвардейский стрелковый корпус | -                                                   |
| 01.06.1943 года | Западный фронт           | 11-я гвардейская армия | 16-й гвардейский стрелковый корпус | -                                                   |
| 01.07.1943 года | Западный фронт           | 11-я гвардейская армия | 16-й гвардейский стрелковый корпус | -                                                   |
| 01.08.1943 года | Западный фронт           | 11-я гвардейская армия | 16-й гвардейский стрелковый корпус | -                                                   |
| 01.09.1943 года | Брянский фронт           |                        |                                    | -                                                   |
| 01.10.1943 года | Прибалтийский фронт      | 11-я гвардейская армия | 16-й гвардейский стрелковый корпус | -                                                   |
| 01.11.1943 года | 2-й Прибалтийский фронт  | 11-я гвардейская армия | 16-й гвардейский стрелковый корпус | -                                                   |
| 01.12.1943 года | 1-й Прибалтийский фронт  | 11-я гвардейская армия | 16-й гвардейский стрелковый корпус | -                                                   |
| 01.01.1944 года | 1-й Прибалтийский фронт  | 11-я гвардейская армия | 16-й гвардейский стрелковый корпус | -                                                   |
| 01.02.1944 года | 1-й Прибалтийский фронт  | 11-я гвардейская армия | 16-й гвардейский стрелковый корпус | -                                                   |
| 01.03.1944 года | 1-й Прибалтийский фронт  | 11-я гвардейская армия | 16-й гвардейский стрелковый корпус | -                                                   |
| 01.04.1944 года | 1-й Прибалтийский фронт  | 11-я гвардейская армия | 16-й гвардейский стрелковый корпус | -                                                   |
| 01.05.1944 года | 3-й Белорусский фронт    | 11-я гвардейская армия | 16-й гвардейский стрелковый корпус | -                                                   |
| 01.06.1944 года | 3-й Белорусский фронт    | 11-я гвардейская армия | 16-й гвардейский стрелковый корпус | -                                                   |
| 01.07.1944 года | 3-й Белорусский фронт    | 11-я гвардейская армия | 16-й гвардейский стрелковый корпус | -                                                   |
| 01.08.1944 года | 3-й Белорусский фронт    | 11-я гвардейская армия | 16-й гвардейский стрелковый корпус | -                                                   |
| 01.09.1944 года | 3-й Белорусский фронт    | 11-я гвардейская армия | 16-й гвардейский стрелковый корпус | -                                                   |
| 01.10.1944 года | 3-й Белорусский фронт    | 11-я гвардейская армия | 16-й гвардейский стрелковый корпус | -                                                   |
| 01.11.1944 года | 3-й Белорусский фронт    | 11-я гвардейская армия | 16-й гвардейский стрелковый корпус | -                                                   |
| 01.12.1944 года | 3-й Белорусский фронт    | 11-я гвардейская армия | 16-й гвардейский стрелковый корпус | -                                                   |
| 01.01.1945 года | 3-й Белорусский фронт    | 11-я гвардейская армия | 16-й гвардейский стрелковый корпус | -                                                   |
| 01.02.1945 года | 3-й Белорусский фронт    | 11-я гвардейская армия | 16-й гвардейский стрелковый корпус | -                                                   |
| 01.03.1945 года | 3-й Белорусский фронт    | 11-я гвардейская армия | 16-й гвардейский стрелковый корпус | -                                                   |
| 01.04.1945 года | 3-й Белорусский фронт    | 11-я гвардейская армия | 16-й гвардейский стрелковый корпус | -                                                   |
| 01.05.1945 года | 3-й Белорусский фронт    | 11-я гвардейская армия | 16-й гвардейский стрелковый корпус | -                                                   |

## Командование
Командиры дивизии:
- Ерёмин, Пётр Антонович (26.08.1941 — 07.04.1942), полковник
- Гудзь, Порфирий Мартынович (09.04.1942 — 24.09.1942), гвардии полковник
- Наумов, Александр Фёдорович (25.09.1942 — 25.02.1943), гвардии генерал-майор
- Щербина, Иван Кузьмич (26.02.1943 — 06.07.1944), гвардии полковник, с 17.11.1943 гвардии генерал-майор
- Бурмаков, Иван Дмитриевич (07.07.1944 — 26.01.1948), гвардии генерал-майор
- Анисимов, Борис Афанасьевич (26.02.1948 — 26.04.1949), гвардии генерал-майор танковых войск
- Поцелуев, Иван Абрамович (26.04.1949 — 15.03.1951), гвардии полковник, с 11.05.1949 гвардии генерал-майор танковых войск
- Бурцев, Яков Александрович (15.03.1951 — 29.09.1952), гвардии полковник
- Ковалёв, Ефим Максимович (29.09.1952 — 09.06.1956), гвардии полковник, с 31.05.1954 гвардии генерал-майор танковых войск
- Жук, Александр Афанасьевич (09.06.1956 — 29.11.1958), гвардии полковник, с 27.08.1957 гвардии генерал-майор
- Положенцев, Леонид Кириллович (29.11.1958 — 19.01.1962), гвардии полковник, с 7.05.1960 гвардии генерал-майор
- Дзоциев, Борис Николаевич (19.01.1962 — 07.05.1967), гвардии полковник, с 13.04.1964 гвардии генерал-майор
- Бондаренко, Леонид Викторович (08.07.1967 — 22.06.1971), гвардии полковник, с 19.02.1968 гвардии генерал-майор
- Рябов, Сергей Петрович (22.06.1971 — 17.06.1974), гвардии полковник, с 4.11.1973 генерал-майор
- Смирнов, Анатолий Петрович (19.07.1974 — ?), гвардии полковник, с 13.02.1976 гвардии генерал-майор

Заместители командира дивизии:
- Ревенко, Владимир Каленикович, (23.08.1943 — 24.05.1944), гвардии полковник
- Васильев, Георгий Андрианович, (??.07.1945 — ??.02.1946), гвардии генерал-майор

Начальники штаба дивизии:
- Скоков Иван Мефодьевич, гвардии подполковник, (? — апрель 1945 года — ?)

## Награды и наименования
| Награда (наименование)            | Дата награждения                                                              | За что получена |
| --------------------------------- | ----------------------------------------------------------------------------- | --- |
| Почётное звание «Гвардейская»     | присвоено приказом НКО СССР № 160 от 24 мая 1942 года                         | за проявленную отвагу в боях за отечество с немецкими захватчиками, за стойкость, мужество, дисциплину и организованность, за героизм личного состава                                                 |
| Почётное наименование «Витебская» | присвоено приказом Верховного главнокомандующего № 0175 от 2 июля 1944 года   | за отличия в боях с немецкими захватчиками по прорыву Витебского укреплённого района немцев южнее города Витебск и на Оршанском направлении севернее реки Днепр, а также за овладение городом Витебск |
| Орден Ленина                      | награждена указом Президиума Верховного Совета СССР от от 14 ноября 1944 года | за образцовое выполнение заданий командования при прорыве обороны немцев и вторжении в пределы Восточной Пруссии, проявленные при этом доблесть и мужество                                            |
| Орден Красного Знамени            | награждена указом Президиума Верховного Совета СССР от 23 июля 1944 года      | за образцовое выполнение заданий командования в боях с немецкими захватчиками, за овладение городом Молодечно и проявленные при этом доблесть и мужество                                              |
| Орден Суворова II степени         | награждена указом Президиума Верховного Совета СССР от 12 августа 1944 года   | за образцовое выполнение заданий командования в боях с немецкими захватчиками, за прорыв обороны немцев на реке Неман и проявленные при этом доблесть и мужество                                      |

- За овладение штурмом крупным областным центром Белоруссии городом Витебск — важным стратегическим узлом обороны немцев на западном направлении. 26 июня 1944 года № 119.
- За форсирование реки Неман, прорыв сильно укреплённой обороны противника на западном берегу и овладение городом и крупной железнодорожной станцией Мариамполь, а также важными узлами коммуникаций Пильвишки, Шостаков, Сейны. 31 июля 1944 года № 160.
- За овладение мощными опорными пунктами обороны противника — Ширвиндт, Наумиестис (Владиславов), Виллюнен, Вирбалис (Вержболово), Кибартай (Кибарты), Эйдткунен, Шталлупенен, Миллюнен, Вальтеркемен, Пиллюпенен, Виштынец, Мелькемен, Роминтен, Гросс Роминтен, Вижайны, Шитткемен, Пшеросьль, Гольдап, Филипув, Сувалки на территории Восточной Пруссии. 23 октября 1944 года № 203.
- За овладение штурмом в Восточной Пруссии городом Инстербург — важным узлом коммуникаций и мощным укреплённым районом обороны немцев на путях к Кенигсбергу. 22 января 1945 года. № 240.
- За завершение разгрома кёнигсбергской группы немецких войск и овладение штурмом крепостью и главным городом Восточной Пруссии Кенигсберг — стратегически важным узлом обороны немцев на Балтийском море. 9 апреля 1945 года. № 333.
- За овладение последним опорным пунктом обороны немцев на Земландском полуострове городом и крепостью Пиллау — крупным портом и военно-морской базой немцев на Балтийском море. 25 апреля 1945 года. № 343.

Награды частей дивизии:
- 95-й гвардейский стрелковый ордена Суворова[18] полк
- 97-й гвардейский стрелковый Краснознамённый[19] ордена Кутузова[20] полк
- 99-й гвардейский стрелковый Краснознамённый[18] ордена Суворова[20] полк

## Отличившиеся воины дивизии[21][22][23]
- гвардии подполковник Булахов, Алексей Анисимович, командир 97 гвардейского стрелкового полка. Указ Президиума Верховного Совета СССР от 24.03.1945 года.
- гвардии генерал-майор Бурмаков, Иван Дмитриевич, командир дивизии. Указ Президиума Верховного Совета СССР от 19.04.1945 года.
- гвардии рядовой Васечко, Степан Павлович, стрелок 1 стрелкового батальона 95 гвардейского стрелкового полка. Указ Президиума Верховного Совета СССР от 24.03.1945 года.
- гвардии младший лейтенант Герасин, Валентин Васильевич, командир взвода автоматчиков 97 гвардейского стрелкового полка. Указ Президиума Верховного Совета СССР от 24.03.1945 года.
- гвардии рядовой Кожин, Павел Петрович, стрелок 2 стрелковой роты 95 гвардейского стрелкового полка. Указ Президиума Верховного Совета СССР от 24.03.1945 года. Погиб в бою 26.03.1945 года.
- гвардии сержант Кочеров, Виктор Фомич, стрелок 2 стрелковой роты 95 гвардейского стрелкового полка. Указ Президиума Верховного Совета СССР от 24.03.1945 года.
- гвардии полковник Кузнецов, Константин Гаврилович, командир 99 гвардейского стрелкового полка. Указ Президиума Верховного Совета СССР от 24.03.1945 года.
- гвардии подполковник Лещенко, Павел Афанасьевич, командир 95 гвардейского стрелкового полка. Указ Президиума Верховного Совета СССР от 24.03.1945 года.
- гвардии сержант Моисеев, Александр Петрович, сапёр сапёрного взвода 95 гвардейского стрелкового полка. Указ Президиума Верховного Совета СССР от 24.03.1945 года.
- гвардии капитан Онусайтис, Юрий Иосифович, командир 1 стрелкового батальона 95 гвардейского стрелкового полка. Указ Президиума Верховного Совета СССР от 24.03.1945 года.
- гвардии старший сержант Петраков, Иван Ильич, помощник командира взвода 2 стрелковой роты 95 гвардейского стрелкового полка. Указ Президиума Верховного Совета СССР от 24.03.1945 года.
- гвардии старший лейтенант Сапожников, Алексей Павлович, командир 1 стрелковой роты 95 гвардейского стрелкового полка. Указ Президиума Верховного Совета СССР от 24.03.1945 года.
- гвардии старший сержант Васильев Владимир Иванович (Выборнов), командир взвода разведки 97 гвардейского стрелкового полка.
- гвардии старший сержант Зилотин, Михаил Николаевич, командир миномётного расчёта 95 гвардейского стрелкового полка.
- гвардии сержант Кобозев, Пётр Кузьмич, командир отделения пешей разведки 97 гвардейского стрелкового полка
- гвардии сержант Кукушкин, Александр Филиппович, наводчик орудия 64 гвардейского артиллерийского полка.
- гвардии сержант Усачёв, Пётр Степанович, командир расчёта 2 миномётной роты 97 гвардейского стрелкового полка.
- гвардии сержант Филимонов, Иван Васильевич, командир отделения 35 отдельного гвардейского сапёрного батальона.

## Память
- В городе Донской Тульской области названа улица именем 328-й стрелковой дивизии.